# Syrisch-Maronitische Kirche von Antiochien
Die Syrisch-Maronitische Kirche von Antiochien (reichsaramäisch ܥܕܬܐ ܣܘܪܝܝܬܐ ܡܪܘܢܝܬܐ ܕܐܢܛܝܘܟܝܐ ʿīṯo suryaiṯo māronaiṯo d’anṭiokia, auch maronitisch-katholische Kirche) ist eine mit Rom unierte Kirche, die den Papst als Oberhaupt anerkennt, deren Liturgie und geistliches Leben aber dem antiochenischen (westsyrischen) Ritus folgen. Die Mitglieder der Kirche werden Maroniten (ܡܪܘܢܝܶܐ Moronoye, arabisch موارنة, DMG Mawārina) genannt. Sie bilden eine der größten und ältesten Religionsgemeinschaften im Libanon, ihre Kirchensprache ist ursprünglich das westsyrische Aramäisch, heute für Bibelübersetzungen, Predigten und Teile der Liturgie auch Arabisch, welches schon seit dem Mittelalter die Alltagssprache der Maroniten wurde.
Die Gründung und den Namen ihrer Kirche führen die Maroniten auf den heiligen Maron, einen syrisch-aramäischen Mönch, zurück. Sie sehen sich durch das Patriarchat von Antiochien in apostolischer Sukzession.

## Geschichte der Maroniten

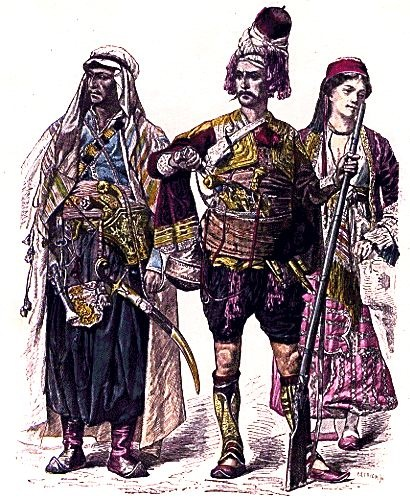
Traditionelle Trachten: ein Maronit aus dem Libanon (links) neben einem Bewohner des Dschebel und einer christlichen Frau aus dem Libanon aus dem späten 19. Jh. (Illustration aus Zur Geschichte der Kostüme von Braun & Schneider, 1861–1880 München)

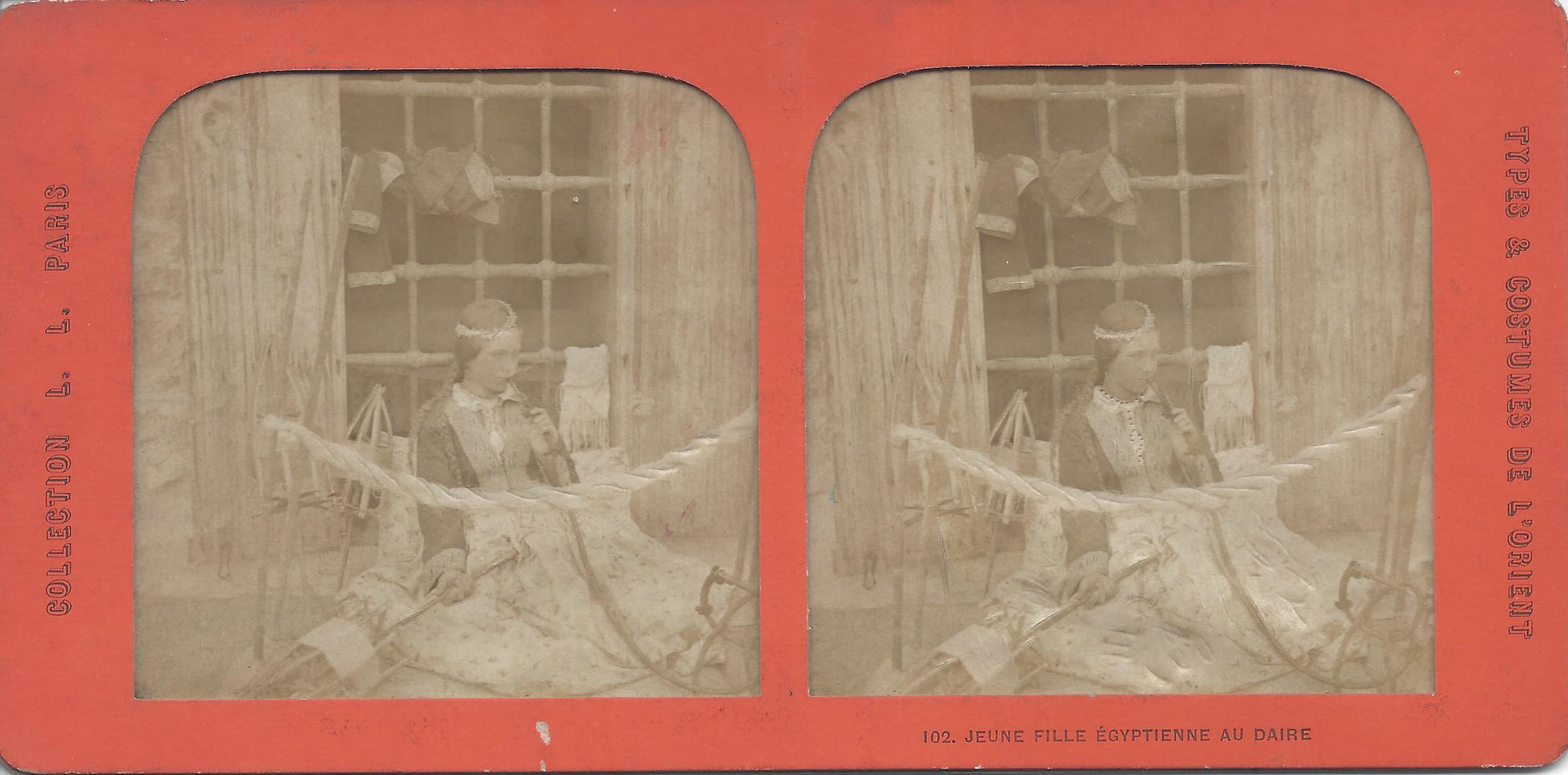
Ludovico Wolfgang Hart: Maronitin aus Zūq al Kabīr bei Aleppo, 1865

### Mittelalter
Die Maroniten sprachen ursprünglich Syrisch-Aramäisch. Ihre Glaubensgemeinschaft entstand im 7. Jahrhundert als eine Abspaltung der syrisch-orthodoxen Kirche von Antiochien. Ihr Name geht auf Maron von Beit (arabisch مارون, DMG Mārūn, lat. Maro, syrisch Maron) zurück, der um 400 als Mönch am unteren Orontes (heute Syrien) lebte.
Als Anhänger des Monotheletismus wurden die Maroniten 681 nach dem Dritten Konzil von Konstantinopel als Ketzer exkommuniziert. Der Monotheletismus besagt, dass Jesus Christus zwar eine göttliche und eine menschliche Natur, aber nur einen göttlichen Willen besitze; damit stand er theologisch zwischen dem Monophysitismus und der auf dem Konzil von Chalcedon festgelegten Zweinaturenlehre, dem traditionellen Bekenntnis der oströmischen Reichskirche (und zugleich dem der heutigen katholischen, orthodoxen und reformatorischen Kirchen) und sollte nach erfolglosen Versuchen Kaiser Herakleios’ die Wiedereingliederung der monophysitischen Kirchen der Armenier, Syrer und Kopten in die Reichskirche bewirken. Seit der Annäherung der Maroniten an die römisch-katholische Kirche im 12. Jahrhundert haben die Maroniten die monotheletische Doktrin aufgegeben.
Der oströmische Kaiser Justinian II. unterlag 694 im Kampf gegen die Maroniten, die dadurch ihre Eigenständigkeit bewahrten. In Auseinandersetzungen mit dem islamischen Kalifen al-Walid I. im Jahr 707 wurden sie in die Berggebiete vertrieben und mussten 759 eine Niederlage gegen die abbasidischen Besatzer hinnehmen.
Nach der Zerstörung des Klosters des heiligen Maron durch syrische Muslime flüchteten sie im 10. Jahrhundert unter Führung ihres Patriarchen, Johannes Maroun I., in den Libanon, wo sich das maronitische Christentum festigte und unter der lokalen Bevölkerung ausbreitete. Das Libanongebirge zwischen Tripoli und Beirut und die vorgelagerten Ortschaften und Städte am Mittelmeer bilden heute das einzige zusammenhängende Gebiet der arabischen Welt, in der sich eine fast ausschließlich christliche Bevölkerung hält.
Im 12. Jahrhundert stellten sich die Maroniten unter den Schutz der christlichen Kreuzritter. Aus dieser Begegnung stammt ihre Bindung an die römisch-katholische Kirche seit 1182. Die Allianz mit den Kreuzrittern wurde nach deren Abzug von den Mameluken geahndet: Maroniten, aber auch Drusen und Schiiten erlebten eine Zeit militärischer Verfolgung. Dennoch erhielten die Maroniten ihre Bindung an die katholische Kirche aufrecht und festigten sie. Im Jahr 1445 bekräftigten sie auf dem Konzil von Florenz ihren Anschluss und gelten seitdem offiziell als mit Rom unierte Ostkirche. Sie bilden die einzige Kirche ihres Zweiges, die sich als Ganze dem Papst unterstellt hat.

### Emirat Libanonberg
Im Osmanischen Reich konnten die Maroniten ihre Autonomie in den abgeschiedenen Gebirgsgegenden des Libanon bewahren, zum Teil in Kooperation mit drusischen Feudalherren wie dem Emir Fachr ad-Dīn II. Im Emirat Libanonberg erreichten Drusen und Maroniten 1585–1635 weitgehende Selbständigkeit im Libanongebirge (unter Ausschluss der Küstenstädte). Dank der hervorragenden Beziehungen der Maroniten zu Europa, vor allem zu Frankreich und Italien, erlebte der Libanon in dieser Zeit eine kulturelle Blüte. Unter anderem führten maronitische Mönche die ersten arabischen Druckerpressen ein, während im islamischen Raum bis 1729 Arabisch ausschließlich mit der Hand geschrieben wurde. Frankreich stellte bereits 1638 alle Katholiken des Osmanischen Reiches – und damit auch die Maroniten – unter seinen Schutz, ehe es im 19. Jahrhundert an politischem Einfluss in der Levante gewann und zur Schutzmacht des Libanon aufstieg.
Ab 1736 propagierte die Kirche die Gründung von konfessionellen Schulen mit dem Ziel, alle männlichen Maroniten zu beschulen. Dieses Bildungssystem brachte im nächsten Jahrhundert viele führende Köpfe der Nahda im Libanon hervor.
Infolge von Napoleons Ägyptenfeldzug gelang es den Emiren des Libanon, erneut eine Autonomie zu erlangen, die bis in die 1840er Jahre bestand. Im 17. Jahrhundert hatte die Schihab-Dynastie das Emirat von der Familie der Maan geerbt; die Schihabs waren im 10. Jahrhundert in den Libanon gekommen und ursprünglich sunnitische Muslime vom Stamme der Koreischiten in Mekka gewesen. Emir Baschir Schihab II., der Anfang des 19. Jahrhunderts den Libanon von seiner prachtvollen Residenz, dem Palast Beit ed-Din, aus regierte, ließ sich und seine Familie heimlich maronitisch taufen. Von Baschir II. stammte auch Fuad Schihab ab, der Kommandeur der im Zweiten Weltkrieg auf alliierter Seite kämpfenden libanesischen Streitkräfte und spätere Staatspräsident der Republik Libanon.
Die maronitische Kirche versuchte, die seit dem Anfang des 19. Jahrhunderts von Briten und Amerikanern betriebene protestantische Mission im Libanon zu unterdrücken. Handel und Umgang mit den Protestanten wurde seitens der Kirche mit Exkommunikation bedroht. Der erste prominente maronitische Konvertit wurde 1820 inhaftiert und verstarb zehn Jahre später aufgrund der Haftbedingungen.
Mitte des 19. Jahrhunderts ging das Emirat Libanonberg im Konflikt zwischen Muhammad Ali Pascha und der osmanischen Führung unter und wurde der direkten Kontrolle der Hohen Pforte unterstellt. Frankreich und Großbritannien, die versuchten, die Schwächung des Osmanischen Reiches zu nutzen, um ihr eigenes Einflussgebiet auszudehnen, stachelten Maroniten und Drusen im Libanon gegeneinander auf. Diese Zeit wird eindrücklich im Roman Der Felsen des Tanios von Amin Maalouf dargestellt, der in Frankreich mit dem Prix Goncourt ausgezeichnet wurde.

### Libanesische Selbstständigkeit und Erster Weltkrieg
Anschließend an den Bürgerkrieg 1860, bei dem insgesamt 20.000 Christen in Syrien und dem Libanon ums Leben kamen, setzten Frankreich und Großbritannien die Autonomie der osmanischen Provinz (Mutesarriflik) Libanonberg durch. Infolgedessen wurde der Libanon von einem osmanischen Gouverneur verwaltet, der in der Regel Christ war, jedoch nicht aus dem Libanonberg selbst stammen durfte. Meist wurde das Amt von einem der osmanischen Führungsschicht in Konstantinopel angehörenden katholischen Armenier ausgeübt. Die Autonomie des Libanon wurde von einer europäischen Kommission überwacht. Zu Beginn des Ersten Weltkriegs wurde sie abgeschafft und der Libanon unter türkische Militärverwaltung gestellt. Der letzte osmanische Zivilgouverneur wäre beinahe selbst Opfer des Völkermords an den Armeniern geworden und entkam in letzter Minute nach Italien. 
Durch die alliierte Seeblockade und Requirierungen von Lebensmitteln der im Libanon operierenden deutschen und türkischen Heeresverbände kam es zu Hungersnöten und Seuchen, in denen rund 100.000 der damals im Libanon lebenden 450.000 Menschen, vor allem maronitische Christen, umkamen. Während des Ersten Weltkrieges sahen die mit der Türkei verbündeten deutschen Stellen dem Schicksal der libanesischen Christen weitgehend tatenlos zu; nur einzelne deutsche Politiker wie der katholische Zentrumspolitiker Matthias Erzberger traten für die Christen im Osmanischen Reich ein. Hingegen kam es vor allem in den USA zu Protestaktionen, die unter anderem von libanesischen Emigranten wie Khalil Gibran organisiert wurden. Viele Maroniten wanderten in dieser Zeit aus, vor allem in die USA, nach Kanada, Lateinamerika, Australien und Südafrika.
Nach dem Ersten Weltkrieg übernahm Frankreich das Völkerbundmandat für Syrien und Libanon. Der Selbstverwaltung der Maroniten ab 1920 folgte 1943 ihre konstitutionell gesicherte Rolle im unabhängigen Libanon. Im anlässlich der Ausrufung der libanesischen Unabhängigkeit geschlossenen Nationalpakt, der 1989 im Abkommen von Taif modifiziert wurde, werden 23 der insgesamt 128 Sitze im Parlament den Maroniten zugewiesen; der Staatspräsident, der eine hauptsächlich repräsentative Funktion wahrnimmt, muss Maronit sein.

### Entwicklung ab 1970
Im libanesischen Bürgerkrieg unterstützten die meisten maronitischen Familien das rechte von der Kata’ib angeführte pro-westliche Lager; einzelne „linke“ Maroniten, vor allem Mitglieder der kommunistischen Partei, kämpften in den ersten Bürgerkriegsjahren auf Seiten des linken Lagers und der PLO. Insbesondere nach der Ermordung des Drusenführers Kamal Dschumblat, der neben dem Palästinenser Jassir Arafat Kopf des Linken im libanesischen Bürgerkrieg war, wandelte sich der „politische“ zunehmend in einen „ethnisch-religiösen“ Krieg, in dessen Folge auch maronitische Familien, die bis dahin die Progressiv-Sozialistische Partei Dschumblats unterstützt hatten, von deren überwiegend drusischen Milizen aus dem Schuf vertrieben und zum Teil Opfer von Massakern wurden. 
Ende der 1970er Jahre kam es darüber hinaus zu blutigen Auseinandersetzungen zwischen rivalisierenden maronitischen Clans, bei denen zum Teil ganze Familien, etwa die der Clanchefs Tony Frangieh und Dany Chamoun, von Rivalen ermordet wurden. 
Speziell in der letzten Phase von 1985 bis 1990 wandelte sich der Bürgerkrieg zunehmend in einen Konflikt um den Einfluss Syriens, bei dem es nach dem Ende der Amtszeit des maronitischen Präsidenten Amin Gemayel zur endgültigen Spaltung des maronitischen Lagers kam, mit schweren Kämpfen zwischen den Armeeeinheiten des maronitischen Generals Michel Aoun und der aus der Kata’ib entstandenen und von Samir Geagea angeführten maronitischen Miliz Forces Libanaises, denen tausende Zivilisten in den christlichen Gebieten des Libanon zum Opfer fielen. Im Libanon ist diese schreckliche Phase der eigenen Geschichte bis heute weder historisch noch juristisch ausreichend aufgearbeitet worden.

## Kirchliche Organisation und Patriarchat

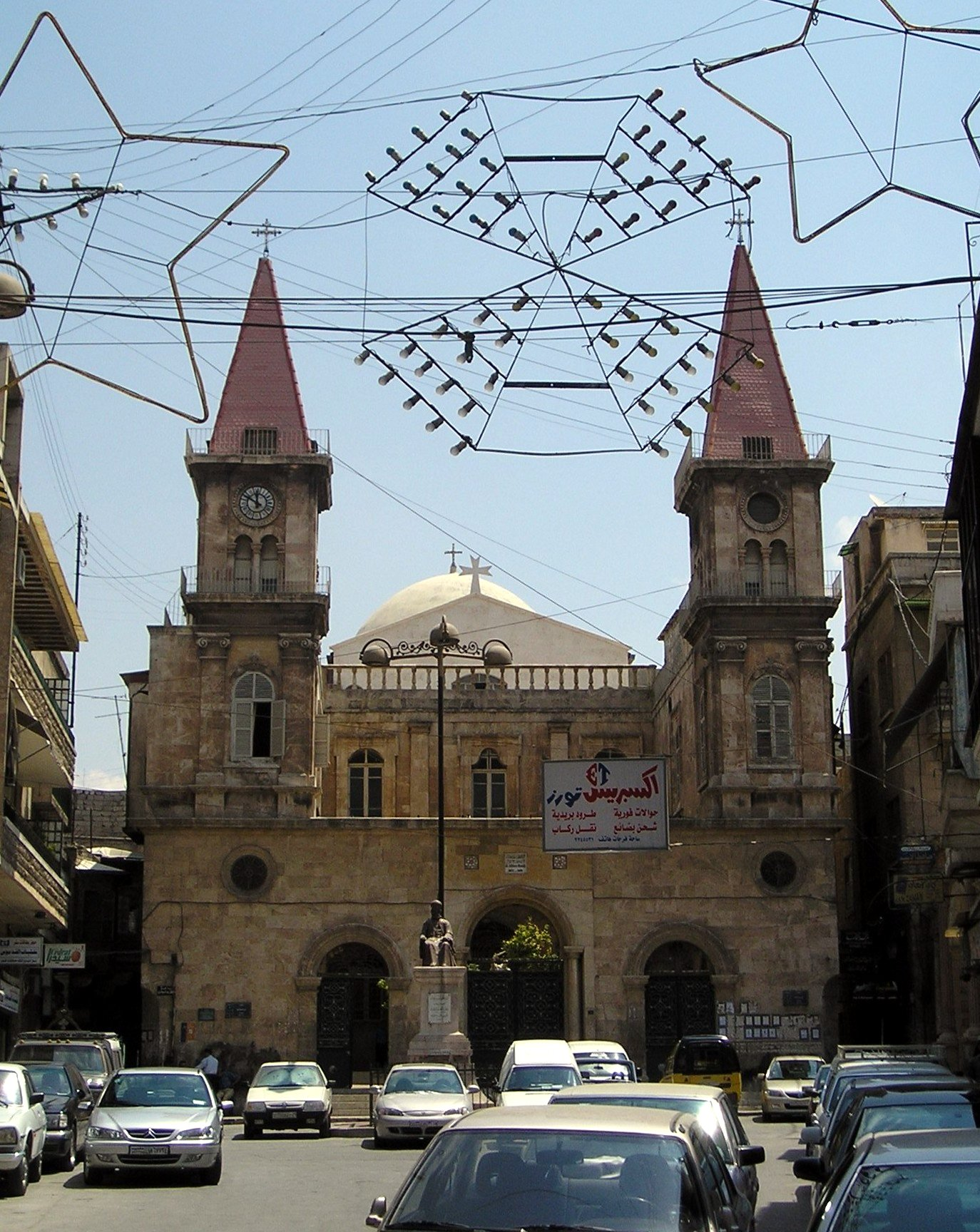
Maronitische Sankt-Elias-Kathedrale in Aleppo, Syrien

Das Kirchenoberhaupt der Maroniten, seit 2011 Béchara Pierre Raï, trägt den Titel Maronitischer Patriarch von Antiochien und des ganzen Orients. Sein Sitz ist in Bkerké im Libanon.
Die Bezeichnung Mar bedeutet „Herr“ auf Syrisch (vgl. französisch Monseigneur). In der gesamten christlich-syrischen Tradition wird sie auf das Kirchenoberhaupt ebenso wie auf Heilige angewandt. Der erste Patriarch war Johannes Maroun I. (687–707).
Alle maronitischen Patriarchen tragen seit dem Mittelalter zudem den Beinamen Boutros, der vom lateinischen Petrus abgeleitet ist, eine Reverenz an Simon Petrus, den Gründer der Kirche von Antiochien. Sie müssen nach ihrer Wahl vom Papst in Rom bestätigt werden.
Die Bezeichnung Patriarchat von Antiochien wird von vier weiteren Kirchen beansprucht, nämlich von
- der syrisch-orthodoxen Kirche,
- der rum-orthodoxen Kirche im Verband der byzantinischen Orthodoxie,
- der melkitischen griechisch-katholischen Kirche (mit Sitz in Damaskus),
- der syrisch-katholischen Kirche (mit Sitz in Beirut).

Trotz ihrer katholischen Bindung haben die Maroniten ihre eigene Hierarchie und eine ostkirchliche Liturgie. Diese rühren vom Ursprung der Maroniten in der westsyrischen antiochischen Tradition her. Die liturgische Sprache ist das syrische Aramäisch. Priester dürfen verheiratet sein; der Zölibat wird nur von Priestern verlangt, die bei der Weihe noch ledig sind.
Für die maronitischen Christen in Westeuropa und Nordamerika ist der Bischof der maronitischen Diözese Notre-Dame du Liban mit Sitz in Paris zuständig. Bis Mai 2024 war dies Nasser Gemayel.
Seit 1584 gibt es in Rom das Päpstliche Maronitische Kolleg zur Ausbildung der Seminaristen und Priester der Maronitischen Kirche.

## Liturgie
Der Gottesdienst der Maroniten ist im Wesentlichen eine Variante des Antiochenischen Ritus. Die ältere Überlieferung zeigt eine besondere Nähe zur Liturgie der Syrisch-Orthodoxen Kirche.
Die Maroniten gehören seit 1580/1596 fest zur Römisch-katholischen Kirche und unterliegen somit auch dem Einfluss lateinischer Riten. Sie nennen ihren Ritus aber weiterhin bewusst syrisch-maronitisch, um ihre Verwurzelung im gemeinsamen Erbe aller syrisch-antiochenischen Kirchen zu unterstreichen. In der Gegenwart ist man bemüht, die Besonderheit eines maronitischen Ritus zu unterstreichen und zugleich die Grundsätze der römisch-katholischen Liturgiereform des Zweiten Vatikanischen Konzils zu realisieren.
Die Messordnung der syrisch-maronitischen Kirche besteht aus fünf Teilen:
1. Vorbereitungsteil
2. Eröffnungsteil
3. Wortgottesdienst
4. Vor-Anaphora
5. Anaphora

Nach dem Zweiten Vatikanischen Konzil wurde die Messordnung dahingehend verändert, dass es nun ein umfangreiches Textangebot gibt und die aktive Teilnahme der Gläubigen ermöglicht wird. Am ersten Novembersonntag 1992 trat eine neue Leseordnung in Kraft.
Der Verkündigungsschwerpunkt im Wortgottesdienst der Eucharistiefeier orientiert sich am Kirchenjahr und nicht mehr wie früher am Heiligenkalender.
Das Liturgische Jahr gliedert sich in Weihnachtszeit, Theophanie-Zeit, Fastenzeit und die Wochen der Leiden, Osterzeit, Zeit nach Pfingsten und die Zeit nach dem Kreuzfest.

## Mitglieder
Nach Angaben der Maronitischen Kirche gibt es weltweit etwa 6 Millionen Maroniten. Die arabischsprachige Mehrheit lebt im Nahen Osten, die größte Gruppe von etwa 1.000.000 im Libanon. Dort bilden sie fast ein Drittel der Bevölkerung und stellen nach der libanesischen Verfassung stets den Staatspräsidenten. 
Außerdem lebten vor dem syrischen Bürgerkrieg etwa 424.000 Maroniten in Syrien (Stand 2005). Diese unterstehen den Erzeparchien Aleppo und Damaskus bzw. der Eparchie Latakia.
Die Erzeparchie Zypern wird allgemein auf Wanderbewegungen im Zuge der Kreuzzüge zurückgeführt. Ihre Mitglieder sind stark in das politische und soziale Leben Zyperns integriert.
Im späten 19. und im 20. Jahrhundert gründeten emigrierte Maroniten Gemeinden in Europa (vor allem in Frankreich), Nord- und Südamerika.
Viele Maroniten sehen sich als Nachfahren der Phönizier (siehe Phönizianismus). Ähnliche Strömungen gibt es unter den Angehörigen der Assyrischen Kirche des Ostens, die sich als Assyrer betrachten, unter den Angehörigen der chaldäisch-katholischen Kirche, die sich als Chaldäer betrachten, und den Angehörigen der syrisch-orthodoxen Kirche, die sich als Aramäer bekennen. Ein ähnliches Phänomen gibt es auch unter den koptisch-orthodoxen Christen Ägyptens, die sich statt als Araber lieber als Kopten bezeichnen.
Seit 2003 gibt es in Deutschland (Frankfurt, Hannover, Hamburg, Bremen, Berlin, Düsseldorf) sowie in Österreich (Wien) maronitische Gemeinden. Zu den, je nach Ort, einmal oder zweimal im Monat stattfindenden Gottesdiensten kommen auch Christen anderer orientalischer Kirchen. Im Jahr 2005 lebten rund 6.000 Maroniten in Deutschland.

## Maronitische Heilige und Selige
Von römischen Päpsten wurden drei maronitische Heilige, die bereits seit langem fester Bestandteil libanesischer Volksfrömmigkeit sind, offiziell kanonisiert:
- Scharbel Machluf (1828–1898), 1977 heiliggesprochen
- Rebekka Ar Rayès (1832–1914), 2001 heiliggesprochen
- Nimatullah al-Hardini (1808–1858), 2004 heiliggesprochen
- Jakob von Ghazir (1875–1954), 2008 seliggesprochen

## Ordensgemeinschaften
Zwischen 1620 und 1665 hatten sich im Libanon die Kapuziner, Karmeliten und Jesuiten angesiedelt. Bis dahin gab es zahlreiche maronitische Einzelklöster und Einsiedeleien, die die alten monastischen und eremitischen Traditionen pflegten. Einzelne Maroniten hatten sich den lateinischen Ordensgemeinschaften angegliedert, und so kam es auch zu Ordensgründungen nach dem westlichen Muster der katholischen Ordensinstitute. 
Zum Ende des 17. Jahrhunderts gründeten drei Maroniten aus Aleppo die erste Libanesische Kongregation. Seit 1706 bestand sie unter dem Namen Libanesischer Maronitischer Orden – Baladiten, die Mitglieder legten sich eigene Statuten zu und wirkten nach den Antoniusregeln. Sie waren auch im Besitz des Marienklosters in al-Luwayza, in dem 1736 die „libanesische Synode“ stattfand.
Die als Baladiten bekannten Mönche waren in Städten, aber überwiegend auf dem Land sesshaft. 1747 bildete sich hieraus die Kongregation der aleppinischen Antonianer, die seit 1969 die Bezeichnung Maronitischer Orden der Seligen Jungfrau Maria führte und heute unter dem Namen Mariamitischer Maroniten-Orden bekannt ist. Hieraus hatte sich 1736 auch ein weiblicher Zweig gebildet. 
Aus der um 1765 gegründeten Libanesischen Kongregation war eine weitere Gruppe hervorgegangen, die zunächst als Antonianer vom Kloster Mar Ischaya (Jesaja) und später als Maronitische Antonianer bekannt wurde. Eine weitere Ordensgemeinschaft entstand im 19. Jahrhundert, die heute als Kongregation der libanesisch-maronitischen Missionare bekannt ist.